# Janet Browne
Pour les articles homonymes, voir Browne.
Elizabeth Janet Browne (née Bell, le 30 mars 1950) est une historienne des sciences britannique, connue pour ses travaux sur l'histoire de la biologie du XIXe siècle. Elle a enseigné au Centre Wellcome Trust d'histoire de la médecine (en) pour l'University College de Londres avant de retourner à université Harvard. En 2010, elle est « professeure Aramont d'histoire des sciences » à Harvard.

## Biographie
Née Bell le 30 mars 1950, Elizabeth Janet Browne est la fille de Douglas Bell (1905–1993), commandeur de l’ordre de l'Empire britannique, et de son épouse Betty Bell. En 1972, elle épouse Nicholas Browne, avec qui elle a deux filles. 
Browne obtient un baccalauréat ès arts du Trinity College de Dublin en 1972, ainsi qu'une maîtrise en sciences (1973) et un doctorat en histoire des sciences (1978) de l'Imperial College London. Sa thèse est publiée en 1983 : The Secular Ark: Studies in the History of Biogeography. Elle est chargée de recherche à Harvard. Elle reçoit un doctorat honorifique en sciences (Sc. D) du Trinity College de Dublin en 2009, en reconnaissance de sa contribution aux connaissances biographiques sur Charles Darwin.  
Après avoir travaillé en tant que rédactrice en chef sur le projet de bibliothèque de l'université de Cambridge pour collecter, éditer et publier la correspondance de Charles Darwin, elle écrit une biographie en deux volumes du naturaliste : Charles Darwin: Voyaging (1995), sur sa jeunesse et ses années sur le Beagle et Charles Darwin: The Power of Place (2002), couvrant les années après la publication de sa théorie de l'évolution. Ce dernier livre a été salué pour son interprétation novatrice du rôle de la correspondance de Darwin dans la formation de sa théorie scientifique et dans le soutien apporté par ses pairs.
En 2016, elle est nommée à la présidence de l’History of Science Society. Elle est rédactrice en chef de la revue British Journal for the History of Science.
En 2010, Browne est « professeure Aramont d'histoire des sciences » (Aramont Professor of the History of Science) à l'université Harvard. Elle se spécialise dans les sciences de la vie, l'histoire naturelle et la biologie de l'évolution du XVIIe siècle au XXe siècle.

## Prix et distinctions
En 2003, Charles Darwin: The Power of Place remporte le prix James Tait Black pour la biographie ainsi que le prix W. H. Heinemann de la Royal Literary Society. En 2004, il reçoit également le prix Pfizer de l’History of Science Society. 
Janet Browne est membre de l'Académie américaine des arts et des sciences (2008), de la British Academy (2010) et de la Société américaine de philosophie (2010).

## Sélection de publications
Ce qui suit est une sélection de publications de Browne pour indiquer la période au cours de laquelle elle a publié. 
- (en) « The Charles Darwin - Joseph Hooker correspondence: an analysis of manuscript resources and their use in biography », Journal of the Society for the Bibliography of Natural History, vol. 8, no 4,‎ 1978, p. 351–366 (DOI 10.3366/jsbnh.1978.8.part_4.351)
- (en) « Darwin's botanical arithmetic and the “principle of divergence”, 1854–1858 », Journal of the History of Biology, vol. 13, no 1,‎ mars 1980, p. 53–89 (DOI 10.1007/BF00125354, lire en ligne)
- (en) « Botany for Gentlemen: Erasmus Darwin and “The Loves of the Plants” », Isis, vol. 80, no 4,‎ décembre 1989, p. 593–621 (DOI 10.1086/355166, JSTOR 234174, lire en ligne)
- (en) « Spas and Sensibilities: Darwin at Malvern », Medical History, vol. Supplement No.10,‎ 1990, p. 102–113 (PMID 11622586, PMCID 2557456, DOI 10.1017/s0025727300071027)
- (en) « A science of empire: British biogeography before Darwin », Revue d'histoire des sciences, vol. 45, no 4,‎ 1992, p. 453–475 (DOI 10.3406/rhs.1992.4244)
- (en) Charles Darwin : Voyaging, vol. 1, Londres, Jonathan Cape, 1995, 605 p. (ISBN 1-84413-314-1)
- (en) Charles Darwin : Voyaging, Princeton, New Jersey, Princeton University Press, 1996, 656 p. (ISBN 978-0-691-02606-0, lire en ligne)
- (en) « Darwin in Caricature: A Study in the Popularisation and Disseminatin of Evolution », Proceedings of the American Philosophical Society, vol. 145, no 4,‎ décembre 2001, p. 496–509 (JSTOR 1558189, lire en ligne [PDF])
- (en) Charles Darwin : The power of place, vol. 2, Princeton University Press, 2002, 591 p. (ISBN 0-691-11439-0, lire en ligne)
- (en) « Charles Darwin as a Celebrity », Science in Context, vol. 16, nos 1–2,‎ 2003, p. 175–194 (DOI 10.1017/S0269889703000772, lire en ligne)
- (en) Darwin's Origin of Species : A Biography, Crows Nest NSW, Australia, Allen & Unwin, 2006, 174 p. (ISBN 978-1-74114-784-1, lire en ligne)
- (en) Adrian Desmond, James Moore et Janet Browne, Charles Darwin, Oxford and New York, Oxford University Press, 2007, 160 p. (ISBN 978-0-19-921354-2, lire en ligne)
- (en) « Darwin the Scientist », Cold Spring Harbor Symposia on Quantitative Biology, vol. 74,‎ 2009, p. 1–7 (PMID 20508059, DOI 10.1101/sqb.2009.74.047)
- (en) « Making Darwin: Biography and the Changing Representations of Charles Darwin », Journal of Interdisciplinary History, vol. 40, no 3,‎ 2010, p. 347–373 (DOI 10.1162/jinh.2010.40.3.347)
- (en) The Secular Ark : Studies in the History of Biogeography, New Haven et Londres, Yale University Press, 1983, 273 p. (ISBN 0-300-02460-6)